# 約翰·林德
約翰·林德（英語：John Linder；1942年9月9日—）是美国的一位政治人物。在1993年至2011年期間，他是喬治亞州第7選區選出的聯邦眾議員。他的黨籍是共和黨。在第111届美国国会任內，林德表示他不會尋求連任。